# 2003年以色列議會選舉
2003年以色列議會選舉舉行於2003年1月28日，選出第16屆以色列議會的120名議員。從這次選舉開始，以色列大選恢復僅選出議會議員的制度。以色列總理由議會議員選出。利庫德集團在這次選舉中取得勝利。

## 外部連結
- Historical overview of the Sixteenth Knesset （页面存档备份，存于） Knesset website （英語）
- Factional and Government Make-Up of the Sixteenth Knesset （页面存档备份，存于） Knesset website （英語）
- Election Polls from the Official Israeli Media
- The elections in Israel, 2003 （页面存档备份，存于） By Alan Arian, Asher Arian, Michal Shamir